# Kaplanturbin

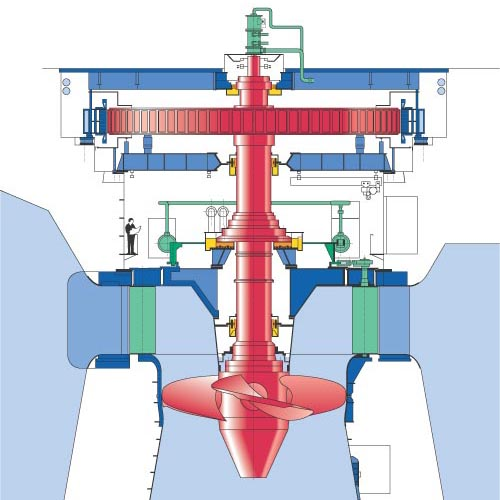
Snitt genom en kaplanturbin

Kaplanturbinen är en axialvattenturbin av reaktionstyp. Kaplanturbinen liknar en båtpropeller med ställbara skovelblad men är utformad för att fås att rotera av en vattenström som passerar i propelleraxelns längdriktning. Propellern och andra typer av roterande skovlar kallas på turbinspråk för löphjul. Turbintypen utvecklades 1913 av den österrikiske professorn Viktor Kaplan som en vidareutveckling av Francisturbinen. Kaplanturbiner används vid lägre fallhöjder.

## Utveckling
Viktor Kaplan som bodde i Brno, Mähren i Österrike-Ungern, fick sitt första patent för en justerbar propellerturbin 1912. Men utvecklingen av en kommersiellt framgångsrik maskin skulle ta ytterligare ett decennium. Kaplan kämpade med kavitationsproblem och övergav 1922 sin forskning av hälsoskäl. År 1919 installerade Kaplan en demonstrationsenhet i Poděbrady, Tjeckoslovakien. År 1922 lanserade Voith en mindre Kaplanturbin på 800 kW. 
Men turbintypen fick sitt stora genombrott då man valde att installera en kaplanturbin på 10 MW i Lilla Edets Kraftverk som började byggas 1918 och färdigställdes 1926. Göta älvs höga vattenföring och låga fallhöjd vid Lilla Edet var en utmaning då kraftverket skulle konstrueras; francisturbiner var olämpliga på grund av den låga fallhöjden och varianter av propellerturbiner begränsades av sin låga verkningsgrad vid dellast, men kaplanturbinen gav möjlighet att uppnå hög verkningsgrad över ett bredare spann av vattenflöden. Då turbintypen valdes så var den oprövad i större sammanhang, varför omfattande modellförsök skulle genomföras innan den slutgiltiga konstruktionen fastställdes. Turbinen till kraftverket byggdes av Karlstads Mekaniska Werkstad som erhållit tillverkningsrätten till kaplanturbiner i Sverige. Vid den första provkörningen 1926 kom turbinen att överträffa alla förväntningar på verkningsgraden då den nådde en toppverkningsgrad på 92 % jämfört med tidigare vattenturbiner som hade nått 85−90 % verkningsgrad.

## Funktion
Vattnets väg genom turbinen går genom de så kallade vattenvägarna. Från den övre vattenytan leds vattnet genom ett intag via en tub eller tunnel till en spiral. Spiralen är snäckformad med syfte att få en jämn flödesfördelning ner till löphjulet. Efter spiralen leder ledskenor/stagpelare (fasta) och ledskovlar (rörliga) vattnet ner till löphjulet. 
Efter löphjulet finns sugröret innan utloppet mot den nedre vattenytan. Sugröret har till uppgift att minska vattenhastigheten i systemet nedströms turbinen så att rörelseenergin hos vattnet kan återvinnas. Sugröret kan vara utformat som ett rakt eller krökt rör med successivt ökande diameter. Namnet sugrör kommer sig av att vattnets hastighet sänks på grund av ökande area, vilket sänker trycket och får det utströmmande vattnet att suga med sig det efterföljande genom turbinen. Sugrörets utformning har stor betydelse för turbinens verkningsgrad. Speciellt vid låga fallhöjder. 
Det vridmoment som verkar på löphjulets axel (och generator) verkar också på vattnet som börjar rotera efter passage genom löphjulet. Rotationen är rörelseenergi som skulle gå förlorad i det utströmmande vattnet om inte ledskovlarna användes. Ledskovlarna har därför till uppgift att sätta vattnet i motsatt rotation före löphjulet så att den resulterade rotationen av ledskovlar och löphjul blir så liten som möjligt. Även sugröret kan återvinna en del rotation om sådan finns efter turbinen.

## Varianter
Skovlarna på ett Kaplanlöphjul är justerbara. Är skovlarna fasta benämns det propellerturbin. Är istället ledskovlarna fasta är benämningen semikaplan. En Kaplanturbin med horisontell axel benämns bulbturbin eller rörturbin.